# Ligasystemet i engelsk fodbold
|  | Denne artikel eller sektion om sport er forældet eller ikke opdateret. Se artiklens diskussionsside eller historik. |

Ligasystemet i engelsk fodbold, også kaldet The football pyramid, er et system af sammenhængende ligaer for engelske fodboldklubber, hvor endvidere hold fra Wales, et hold fra Guernsey og et hold fra Jersey deltager. Systemet er hierarkisk opbygget med op- og nedrykning mellem ligaer på forskellige niveauer, hvilket i teorien betyder, at selv den mindste klub har mulighed for ultimativt at rykke op i den højst rangerende liga. Det præcise antal divisioner og klubber varierer fra år til år afhængig af til- og afgangen af klubber, men det estimeres, at ca. 7.000 hold deltager i systemet.
Ikke alle klubber i England spiller i det engelske ligasystem. Enkelte klubber beliggende nær grænsen til Skotland eller Wales har valgt at spille i det skotske eller walisiske ligasystem.

## Cup-turneringer
Er et hold med i en liga på et bestemt niveau får holdet også adgang til deltagelse i forskellige cup-turneringer arrangeret af The Football Association.
- FA Cup: Alle niveauer (I teorien; i praksis begrænset til niveau 1–11)
- FA Trophy: Niveau 5–8
- FA Vase: Niveau 9–11

Derudover har hver liga normalt én eller flere liga cup-turneringer for holdene i den pågælende liga. F.eks. arrangerer The Football League to liga cup-turneringer.
- Football League Cup: Niveau 1–4
- Football League Trophy: Niveau 3–4

## Dele af systemet

### National League System
National League System er niveau 5-11 i ligasystemet. Denne del af systemet består af mange forskellige ligaer, der hver består af 1-3 divisioner. Strukturen af National League System, dvs. ligaerne indbyrdes placering i ligasystemet og op- og nedrykning mellem dem administreres af The Football Association. Op- og nedrykning af klubber mellem divisioner inden for samme liga håndteres dog normalt af den enkelte liga.
I National League System nummeres ligaernes niveauer fra "Step 1" til "Step 7". Dvs. at divisionerne på niveau 5 i ligasystemet er på "Step 1" i National League System og så fremdeles. Divisionerne på på det nederste niveau i National League System inddeles endvidere i underkategorierne "Step 7", "Step 7A" og "Step 7B", afhængig af standarden på divisionernes klubbers faciliteter.

### Non-League football
Non-League football er betegnelsen for den del af ligasystemet, der befinder sig på niveau 5 eller lavere. Betegnelsen non-league hentyder ikke til, at turneringerne ikke afvikles i ligaform, men derimod til at turneringerne spilles uden for The Football League og Premier League.

## Niveauerne
| Niveau 1–6 i ligasystemet |                     |                                      |                                      |
| Niveau                    | Liga                | Divisioner                           | Divisioner                           |
| 1                         | Premier League      | Premier League 20 hold               | Premier League 20 hold               |
| 2                         | The Football League | Football League Championship 24 hold | Football League Championship 24 hold |
| 3                         | The Football League | Football League One 24 hold          | Football League One 24 hold          |
| 4                         | The Football League | Football League Two 24 hold          | Football League Two 24 hold          |
| 5                         | National League     | National League 24 hold              | National League 24 hold              |
| 6                         | National League     | National League North 24 hold        | National League South 24 hold        |

Nedenstående beskrivelse af niveauerne i ligasystemet er baseret på strukturen gældende for sæsonen 2022-23. Der foretages jævnligt omstruktureringer af systemet, og den aktuelle omstrukturering, der planlægges implementeret til sæsonstarten i 2013 er beskrevet i et særkilt afsnit.

### Niveau 1
Det højeste niveau i pyramiden udgøres af Premier League, der består af 20 hold. Ligaen blev dannet i 1992, da de 20 højst rangerede hold brød ud af The Football League, der indtil da havde været Englands højst rangerende fodboldliga. I praksis overtog Premier League driften af The Football League's First Division. Vinderen af Premier League kåres som engelske mestre i fodbold. Hver sæson rykker de tre nederst placerede hold i Premier League ned i The Football League, der til gengæld leverer tre oprykkere til Premier League.

### Niveau 2-4
Niveau 2-4 i systemet består af de tre divisioner i The Football League: Football League Championship, Football League One og Football League Two, der hver har deltagelse af 24 hold.
Holdene i The Championship spiller hver sæson om tre oprykningspladser til Premier League, og de tre pladser går til de to højst placerede klubber samt vinderen af et playoff mellem de fire klubber, der slutter på 3.- til 6.-pladsen i divisionen. De tre lavest placerede hold rykker ned i League One.
I League One spiller holdene om tre oprykningspladser til The Championship. To direkte oprykningpladser går til holdene, der slutter på 1.- og 2.-pladsen, mens holdene på 3.- til 6.-pladsen spiller playoff-kampe om den sidste plads. De fire lavest placerede hold rykker ned i League Two.
I League Two spiller de 24 hold om fire oprykningspladser til League One. I denne division er der tre direkte oprykningpladser, som går til holdene på 1.- til 3.-pladsen, samt én oprykningsplads til vinderen af playoff-kampene mellem holdene, der slutter som nr. 4-7. Hver sæson rykker de to lavest placerede hold ned i Football Conference.

### Niveau 5-6
National League består af tre divisioner med i alt 72 hold på niveau 5-6 i systemet. Ligaen er den højst rangerende i The FA's National League System.
Den højst rangerende division er National League på niveau 5, der samtidig er den lavest rangerende landsdækkende division i hele ligasystemet. De 24 hold i divisionen spiller hver sæson om to oprykningspladser til Football League Two, som besættes af divisionsvinderen og vinderen af playoff-kampene mellem holdene på anden- til femtepladsen. Til gengæld rykker de fire lavest placerede hold et niveau ned.
Divisionerne National League North og National League South, der hver består af 24 hold inddelt efter deres geografiske placering, udgør niveau 6 i ligasystemet. I hver af divisionerne spiller holdene om to oprykningspladser til National League, som i hver division besættes af divisionsvinderen og vinderen af et playoff mellem nr. 2 til 7, mens der fra hver division rykker tre hold ned til en af ligaerne på niveau 7. Holdene på dette niveau er delt mellem de to divisioner ud fra deres geografiske placering, og det betyder at hold i grænseområdet mellem de to regioner i sommerpausen mellem to sæsoner kan blive overført fra den ene til den anden division, hvis det skaber en bedre geografisk fordeling af holdene.
Ligaen blev etableret i 1979 under navnet Alliance Premier Football League. Den blev stiftet af de bedste hold fra Northern Premier League og Southern League i håb om at vinderen af Alliance Premier League ville have en bedre chance for at blive valgt til The Football League, hvis kun denne stillede op til valget i stedet for mange forskellige hold fra de to ligaer søgte om optagelse og dermed fik spredt stemmerne mellem sig.
Det lykkedes imidlertid aldrig vinderen af Alliance Premier League at bliver valgt ind i The Football League. Til gengæld blev automatisk op- og nedrykning af ét hold mellem The Football League og Football Conference etableret i 1987. Dog skal oprykkernes stadion opfylde krav fastlagt af The Football League for at klubben kan blive rykket op, og i flere tilfælde i 1990'erne blev vinderne af Football Conference ikke oprykket netop på grund af mangelfulde stadionfaciliteter. I 2003 udvidedes antallet af oprykkere til The Football League fra 1 til 2 hold.
Indtil 2004 bestod ligaen kun af én division, og først i 2004 oprettedes de regionale Conference North og Conference South, som blev presset ind i systemet mellem det daværende niveau 5, der bestod af Football Conference, og daværende niveau 6 med Northern Premier League, Southern League og Isthmian League.
De fleste af holdene i National League er fuldtidsprofessionelle, mens de fleste hold i National League North og South er deltidsprofessionelle.

### Niveau 7-8
Ligaerne Northern Premier League, Southern League og Isthmian League med tilsammen 198 hold udgør niveau 7 og 8 ligasystemet, og de tre ligaer er de højst rangerende ikke-landsdækkende ligaer i systemet. Northern Premier League dækker det nordlige England og den nordlige halvdel af Wales, Southern League dækker Midlands og det syd- og sydvestlige England samt den sydlige halvdel af Wales, mens Isthmian League dækker den sydøstlige del af England. Hver af de tre ligaer har én division med 22 hold på niveau 7 og to geografisk opdelte divisioner med hver 22 hold på niveau 8.
Fra hver af ligaerne oprykkes hver sæson to hold til Football Conference, dvs. der oprykkes i alt seks hold til niveau 6. Holdene placeres i enten Conference North eller Conference South. I hver liga sikrer vinderen af Premier Division sig en direkte oprykningsplads, mens holdene, der ender på 2.- til 5.-pladserne i hver division spiller playoff-kampe om yderligere én oprykningsplads. Fra hver af de tre Premier Division'er rykker der fire hold ned i en af den pågældende ligas divisioner på niveau 8.
Hver liga har to geografisk opdelte divisioner på niveau 8. Northern Premier League og Isthmian League er opdelt i Division One North og Division One South, mens Southern League er opdelt i Division One Midlands og Division One South & West. De to lavest placerede hold i hver division rykkes ned. Holdene der rykker ned fordeles i divisionerne på niveau 9 efter geografiske kriterier, men nedrykning fra Southern League sker normalt til Combined Counties League, Hellenic League, Midland Alliance, Spartan South Midlands League, United Counties League, Wessex League eller Western League, nedrykning fra Northern Premier League sker normalt til Northern League, Northern Counties East Leauge eller North West Counties League, mens nedrykning fra Isthmian League normalt sker til Combined Counties League, Eastern Counties League, Essex Senior League, Kent League, Spartan South Midlands League eller Sussex County League.

#### Ændringer i 2013
The Football Association arbejdede fra 2006 til 2012 på at reducere antallet af divisioner på niveau 9-10 fra 14 til 12. Problemet var teoretisk set, at ikke alle 14 ligaer kunne få et hold oprykket, når der kun blev rykket 12 hold ned fra divisionerne på niveau 8. Målet var at have 12 divisioner med 22 hold på niveau 9, fordi det ville passe med, at ét hold fra hver af de 12 divisioner kunne rykke op.
Det lykkedes imidlertid ikke ligaerne på niveau 9 at blive enige om en sådan omstrukturering. I stedet valgte The Football Association at udvide antallet af hold i Northern League Premier Division, i Southern League Premier Division og alle tre divisioner i Isthmian League fra 22 til 24 hold. Det vil medføre, at der fortsat skal nedrykkes to hold fra hver af Division One-divisionerne med 22 hold, men at der som noget nyt skal nedrykkes tre hold fra hver af Division One-divisionerne med 24 hold. Det giver i alt 14 nedrykkere fra niveau 8, hvilket passer med, at der kan oprykkes ét hold fra hver af de 14 divisioner på niveau 9.
Denne omstrukturering træder i kraft ved starten af sæsonen 2013-14.

### Niveau 9-10
Niveau 9 består af 14 divisioner i 14 forskellige ligaer, der alle har sin højst rangerende division på niveau 9. De fleste af ligaerne har derudover én eller flere lavere rangerende divisioner på niveau 10 og lavere.
| - Combined Counties League - Eastern Counties League - Essex Senior League (kun niveau 9) - Hellenic League - Kent League (kun niveau 9) - Midland Alliance (kun niveau 9) - North West Counties League | - Northern Counties East League - Northern League - Spartan South Midlands League - Sussex County League - United Counties League - Wessex League - Western League |

Fra ligaerne på niveau 9 er der ingen automatisk oprykning til niveau 8. Klubber, der er interesseret i at rykke op til niveau 8, skal inden 30. november indsende en skriftlig ansøgning om oprykning til The Football Association. Efter sæsonen vurderer et udvalg under forbundet hvilke 12 klubber, der skal rykkes op til niveau 8. Normalt er vinderne af de 14 divisioner oprykningsberettiget, forudsat at de pågældende holds stadion opfylder forbundets krav til hold på niveau 8. Hvis vinderen af en liga ikke er oprykningsberettiget, kan holdene, der sluttede på anden- eller tredjepladsen i den pågældende liga komme på tale til oprykning, men normalt oprykkes der højst ét hold pr. liga.
Antallet af oprykningspladser bliver dog i forbindelse med omstruktureringen i 2013 øget fra 12 til 14, jf. afsnittet om ændringer i 2013.
For de ligaer, der har yderligere divisioner på niveau 10, sker op- og nedrykning mellem niveau 9 og 10 efter de pågældende ligaers retningslinjer. For de ligaer, der ikke har divisioner på lavere niveauer gælder følgende. Fra Essex Senior League rykker de dårligste hold normalt ned i Essex Olympian League, hvis bedste division, Premier Division, befinder sig på niveau 11(!). Fra Kent League sker nedrykning normalt til Kent Invicta League på niveau 10, som i øvrigt også kun har én division. Endelig sker nedrykning fra Midland Alliance normalt til den bedste division i enten West Midlands (Regional) League eller Midland Combination, som begge har divisioner på niveau 10, 11 og 12.
Nedrykning fra niveau 10 sker enten til en division på niveau 11 i samme liga eller til en anden liga i et passende geografisk område.

### Niveau 11
Niveau 11 er det laveste niveau i National League System, dvs. den del af ligasystemet, som administreres af The Football Association. På dette niveau har 36 ligaer sin højst rangerende division, og fra dette niveau begynder ligaerne at blive meget lokale og dække forholdsvis små områder. I de ligaer, der også har divisioner på lavere niveauer, er det kun divisionerne på niveau 11 og højere, der betragtes som en del af National League System.

### Niveau 12-24
På niveau 12 har yderligere 14 ligaer sin bedste division. Op- og nedrykning af hold mellem ligaerne uden for National League System er styret af indbyrdes aftaler mellem de involverede ligaer. Antallet af niveauer i systemet afhænger af antallet af hold i de forskellige ligaers område. I nogle få områder er niveau 11 det laveste niveau, mens to områder har divisioner helt ned til niveau 24.

### Oversigt over niveau 7-24
Nedenstående tabel vises strukturen af ligasystemet fra niveau 7 og nedad.
| Niveau 7                                 | Niveau 8                                   | Niveau 9                                       | Niveau 10                                        | Niveau 11                                                  | Niveau 12                                                  | Niveau 13                                                     | Niveau 14                                                 | Niveau 15                                                 | Niveau 16                                              | Niveau 17                                         | Niveau 18                                              | Niveau 19                                        | Niveau 20                                     | Niveau 21                                    | Niveau 22                                    | Niveau 23                                    | Niveau 24                           |
| ---------------------------------------- | ------------------------------------------ | ---------------------------------------------- | ------------------------------------------------ | ---------------------------------------------------------- | ---------------------------------------------------------- | ------------------------------------------------------------- | --------------------------------------------------------- | --------------------------------------------------------- | ------------------------------------------------------ | ------------------------------------------------- | ------------------------------------------------------ | ------------------------------------------------ | --------------------------------------------- | -------------------------------------------- | -------------------------------------------- | -------------------------------------------- | ----------------------------------- |
| Northern Premier League Premier Division | Northern Premier League Division One South | North West Counties League Premier Division    | North West Counties League Division One          | West Lancashire League Premier Division                    | West Lancashire League Division One                        | West Lancashire League Division Two                           | Lancashire Amateur League Premier Division                | Lancashire Amateur League Division One                    | Lancashire Amateur League Division Two                 | Lancashire Amateur League Division Three          | Lancashire Amateur League Division Four                | Lancashire Amateur League Division Five          | Lancashire Amateur League Division Six        | Lancashire Amateur League Division Seven     |                                              |                                              |                                     |
| Northern Premier League Premier Division | Northern Premier League Division One South | North West Counties League Premier Division    | North West Counties League Division One          | Manchester League Premier Division                         | Manchester League Division One                             |                                                               |                                                           |                                                           |                                                        |                                                   |                                                        |                                                  |                                               |                                              |                                              |                                              |                                     |
| Northern Premier League Premier Division | Northern Premier League Division One South | North West Counties League Premier Division    | North West Counties League Division One          | West Cheshire League Division One                          | West Cheshire League Division Two                          | West Cheshire League Division Three                           |                                                           |                                                           |                                                        |                                                   |                                                        |                                                  |                                               |                                              |                                              |                                              |                                     |
| Northern Premier League Premier Division | Northern Premier League Division One South | North West Counties League Premier Division    | North West Counties League Division One          | Liverpool County Premier League Premier Division           | Liverpool County Premier League Division One               | Liverpool County Premier League Division Two                  |                                                           |                                                           |                                                        |                                                   |                                                        |                                                  |                                               |                                              |                                              |                                              |                                     |
| Northern Premier League Premier Division | Northern Premier League Division One South | North West Counties League Premier Division    | North West Counties League Division One          | Staffordshire County Senior League Premier Division        | Staffordshire County Senior League Division One            | Staffordshire County Senior League Division Two               |                                                           |                                                           |                                                        |                                                   |                                                        |                                                  |                                               |                                              |                                              |                                              |                                     |
| Northern Premier League Premier Division | Northern Premier League Division One South | North West Counties League Premier Division    | North West Counties League Division One          | Cheshire League First Division                             | Cheshire League Second Division                            | Altrincham & District Amateur League Division One             | Altrincham & District Amateur League Division Two         |                                                           |                                                        |                                                   |                                                        |                                                  |                                               |                                              |                                              |                                              |                                     |
| Northern Premier League Premier Division | Northern Premier League Division One South | North West Counties League Premier Division    | North West Counties League Division One          | Leicestershire Senior League Premier Division              | Leicestershire Senior League Division One                  | Leicestershire & District League Premier Division             | Leicestershire & District League Division One             | Leicestershire & District League Division Two             | Leicestershire & District League Division Three        |                                                   |                                                        |                                                  |                                               |                                              |                                              |                                              |                                     |
| Northern Premier League Premier Division | Northern Premier League Division One South | North West Counties League Premier Division    | North West Counties League Division One          | Leicestershire Senior League Premier Division              | Leicestershire Senior League Division One                  | North Leicestershire League Premier Division                  | North Leicestershire League Division One                  | North Leicestershire League Division Two                  | North Leicestershire League Division Three             | North Leicestershire League Division Four         |                                                        |                                                  |                                               |                                              |                                              |                                              |                                     |
| Northern Premier League Premier Division | Northern Premier League Division One South | Northern Counties East League Premier Division | Northern Counties East League Division One       | West Yorkshire League Premier Division                     | West Yorkshire League First Division                       | West Yorkshire League Second Division                         | Leeds Red Triangle Premier Division                       | Leeds Red Triangle Division One                           | Leeds Red Triangle Division Two                        |                                                   |                                                        |                                                  |                                               |                                              |                                              |                                              |                                     |
| Northern Premier League Premier Division | Northern Premier League Division One South | Northern Counties East League Premier Division | Northern Counties East League Division One       | West Yorkshire League Premier Division                     | West Yorkshire League First Division                       | West Yorkshire League Second Division                         | Harrogate & District League Premier Division              | Harrogate & District League Division One                  | Harrogate & District League Division Two               | Harrogate & District League Division Three        |                                                        |                                                  |                                               |                                              |                                              |                                              |                                     |
| Northern Premier League Premier Division | Northern Premier League Division One South | Northern Counties East League Premier Division | Northern Counties East League Division One       | West Yorkshire League Premier Division                     | West Yorkshire League First Division                       | West Yorkshire League Second Division                         | York & District League Premier Division                   | York & District League Division One                       | York & District League Division Two                    | York & District League Division Three             | York & District League Division Four                   |                                                  |                                               |                                              |                                              |                                              |                                     |
| Northern Premier League Premier Division | Northern Premier League Division One North | Northern Counties East League Premier Division | Northern Counties East League Division One       | Central Midlands Alliance Supreme Division                 | Central Midlands Alliance Premier Division                 | Midland Regional Alliance Premier Division                    | Midland Regional Alliance Division One                    | Midland Regional Alliance Division Two                    |                                                        |                                                   |                                                        |                                                  |                                               |                                              |                                              |                                              |                                     |
| Northern Premier League Premier Division | Northern Premier League Division One North | Northern Counties East League Premier Division | Northern Counties East League Division One       | Central Midlands Alliance Supreme Division                 | Central Midlands Alliance Premier Division                 | Nottinghamshire Senior League Senior Division                 | Nottinghamshire Senior League Division One                | Nottinghamshire Senior League Division Two                |                                                        |                                                   |                                                        |                                                  |                                               |                                              |                                              |                                              |                                     |
| Northern Premier League Premier Division | Northern Premier League Division One North | Northern Counties East League Premier Division | Northern Counties East League Division One       | Central Midlands Alliance Supreme Division                 | Central Midlands Alliance Premier Division                 | Doncaster & District Senior League Premier Division           | Doncaster & District Senior League Division One           |                                                           |                                                        |                                                   |                                                        |                                                  |                                               |                                              |                                              |                                              |                                     |
| Northern Premier League Premier Division | Northern Premier League Division One North | Northern Counties East League Premier Division | Northern Counties East League Division One       | Central Midlands Alliance Supreme Division                 | Central Midlands Alliance Premier Division                 | Sheffield & Hallamshire County Senior League Premier Division | Sheffield & Hallamshire County Senior League Division One | Sheffield & Hallamshire County Senior League Division Two | South Yorkshire Amateur League Premier Division        | South Yorkshire Amateur League Division One       |                                                        |                                                  |                                               |                                              |                                              |                                              |                                     |
| Northern Premier League Premier Division | Northern Premier League Division One North | Northern Counties East League Premier Division | Northern Counties East League Division One       | Humber Premier League Premier Division                     | Humber Premier League Division One                         | East Riding County League Premier Division                    | East Riding County League Division One                    | East Riding County League Division Two                    | East Riding County League Division Three               | East Riding County League Division Four           | East Riding County League Division Five                | East Riding County League Division Six           |                                               |                                              |                                              |                                              |                                     |
| Northern Premier League Premier Division | Northern Premier League Division One North | Northern Counties East League Premier Division | Northern Counties East League Division One       | Humber Premier League Premier Division                     | Humber Premier League Division One                         | East Riding Amateur League Premier Division                   | East Riding Amateur League Division One                   | East Riding Amateur League Division Two                   |                                                        |                                                   |                                                        |                                                  |                                               |                                              |                                              |                                              |                                     |
| Northern Premier League Premier Division | Northern Premier League Division One North | Northern Counties East League Premier Division | Northern Counties East League Division One       | Humber Premier League Premier Division                     | Humber Premier League Division One                         | Driffield & District League Premier Division                  | Driffield & District League Division One                  |                                                           |                                                        |                                                   |                                                        |                                                  |                                               |                                              |                                              |                                              |                                     |
| Northern Premier League Premier Division | Northern Premier League Division One North | Northern League Division One                   | Northern League Division Two                     | Northern Alliance Premier Division                         | Northern Alliance Division One                             | Northern Alliance Division Two                                | Tyneside Amateur League Division One                      | Tyneside Amateur League Division Two                      |                                                        |                                                   |                                                        |                                                  |                                               |                                              |                                              |                                              |                                     |
| Northern Premier League Premier Division | Northern Premier League Division One North | Northern League Division One                   | Northern League Division Two                     | Northern Alliance Premier Division                         | Northern Alliance Division One                             | Northern Alliance Division Two                                | North Northumbarland League Division One                  | North Northumbarland League Division Two                  |                                                        |                                                   |                                                        |                                                  |                                               |                                              |                                              |                                              |                                     |
| Northern Premier League Premier Division | Northern Premier League Division One North | Northern League Division One                   | Northern League Division Two                     | Wearside League Premier Division                           |                                                            |                                                               |                                                           |                                                           |                                                        |                                                   |                                                        |                                                  |                                               |                                              |                                              |                                              |                                     |
| Southern League Premier Division         | Southern League Division One South & West  | Western League Premier Division                | Western League Division One                      | South West Peninsula League Premier Division               | South West Peninsula League Division One West              | East Cornwall Premier League Premier Division                 | East Cornwall Premier League Division One                 | Duchy League Premier Division                             | Duchy League Division One                              | Duchy League Division Two                         | Duchy League Division Three                            | Duchy League Division Four                       | Duchy League Division Five                    |                                              |                                              |                                              |                                     |
| Southern League Premier Division         | Southern League Division One South & West  | Western League Premier Division                | Western League Division One                      | South West Peninsula League Premier Division               | South West Peninsula League Division One West              | Cornwall Combination                                          | Trelawny League Premier Division                          | Trelawny League Division One                              | Trelawny League Division Two                           | Trelawny League Division Three                    | Trelawny League Division Four                          | Trelawny League Division Five                    |                                               |                                              |                                              |                                              |                                     |
| Southern League Premier Division         | Southern League Division One South & West  | Western League Premier Division                | Western League Division One                      | South West Peninsula League Premier Division               | South West Peninsula League Division One West              | Devon & Exeter League Premier Division                        | Devon & Exeter League Division One                        | Devon & Exeter League Division Two                        | Devon & Exeter League Division Three                   | Devon & Exeter League Division Four               | Devon & Exeter League Division Five                    | Devon & Exeter League Division Six               | Devon & Exeter League Division Seven          | Devon & Exeter League Division Eight         |                                              |                                              |                                     |
| Southern League Premier Division         | Southern League Division One South & West  | Western League Premier Division                | Western League Division One                      | South West Peninsula League Premier Division               | South West Peninsula League Division One East              | North Devon League Premier Division                           | North Devon League Senior Division                        | North Devon League Intermediate 1 Division                | North Devon League Intermediate 2 Division             |                                                   |                                                        |                                                  |                                               |                                              |                                              |                                              |                                     |
| Southern League Premier Division         | Southern League Division One South & West  | Western League Premier Division                | Western League Division One                      | South West Peninsula League Premier Division               | South West Peninsula League Division One East              | South Devon League Premier Division                           | South Devon League Division One                           | South Devon League Division Two                           | South Devon League Division Three                      | South Devon League Division Four                  | South Devon League Division Five                       | South Devon League Division Six                  |                                               |                                              |                                              |                                              |                                     |
| Southern League Premier Division         | Southern League Division One South & West  | Western League Premier Division                | Western League Division One                      | South West Peninsula League Premier Division               | South West Peninsula League Division One East              | Plymouth & West Devon Combination Division One                | Plymouth & West Devon Combination Division Two            | Plymouth & West Devon Combination Division Three          | Plymouth & West Devon Combination Division Four        |                                                   |                                                        |                                                  |                                               |                                              |                                              |                                              |                                     |
| Southern League Premier Division         | Southern League Division One South & West  | Western League Premier Division                | Western League Division One                      | Somerset County League Premier Division                    | Somerset County League Division One                        | Somerset County League Division Two East                      | Bath & District League Division One                       | Bath & District League Division Two                       |                                                        |                                                   |                                                        |                                                  |                                               |                                              |                                              |                                              |                                     |
| Southern League Premier Division         | Southern League Division One South & West  | Western League Premier Division                | Western League Division One                      | Somerset County League Premier Division                    | Somerset County League Division One                        | Somerset County League Division Two East                      | Mid Somerset League Premier Division                      | Mid Somerset League Division One                          | Mid Somerset League Division Two                       | Mid Somerset League Division Three                |                                                        |                                                  |                                               |                                              |                                              |                                              |                                     |
| Southern League Premier Division         | Southern League Division One South & West  | Western League Premier Division                | Western League Division One                      | Somerset County League Premier Division                    | Somerset County League Division One                        | Somerset County League Division Two East                      | Yeovil & District League Premier Division                 | Yeovil & District League Division One                     | Yeovil & District League Division Two                  | Yeovil & District League Division Three           |                                                        |                                                  |                                               |                                              |                                              |                                              |                                     |
| Southern League Premier Division         | Southern League Division One South & West  | Western League Premier Division                | Western League Division One                      | Somerset County League Premier Division                    | Somerset County League Division One                        | Somerset County League Division Two West                      | Taunton & District League Division One                    | Taunton & District League Division Two                    | Taunton & District League Division Three               | Taunton & District League Division Four           | Taunton & District League Division Five                |                                                  |                                               |                                              |                                              |                                              |                                     |
| Southern League Premier Division         | Southern League Division One South & West  | Western League Premier Division                | Western League Division One                      | Somerset County League Premier Division                    | Somerset County League Division One                        | Somerset County League Division Two West                      | Weston Super Mare & District League Division One          | Weston Super Mare & District League Division Two          | Weston Super Mare & District League Division Three     | Weston Super Mare & District League Division Four | Weston Super Mare & District League Division Five      | Weston Super Mare & District League Division Six |                                               |                                              |                                              |                                              |                                     |
| Southern League Premier Division         | Southern League Division One South & West  | Western League Premier Division                | Western League Division One                      | Gloucestershire County League                              | Bristol Premier Combination Premier Division               | Bristol Premier Combination Premier One Division              | Bristol & District League Premier Division                | Bristol & District League Division One                    | Bristol & District League Division Two                 | Bristol & District League Division Three          | Bristol & District League Division Four                | Bristol & District League Division Five          | Bristol & District League Division Six        | Bristol & Avon League Premier Division       | Bristol & Avon League Division One           |                                              |                                     |
| Southern League Premier Division         | Southern League Division One South & West  | Western League Premier Division                | Western League Division One                      | Gloucestershire County League                              | Bristol Premier Combination Premier Division               | Bristol Premier Combination Premier One Division              | Bristol & District League Premier Division                | Bristol & District League Division One                    | Bristol & District League Division Two                 | Bristol & District League Division Three          | Bristol & District League Division Four                | Bristol & District League Division Five          | Bristol & District League Division Six        | Bristol Downs League Division One            | Bristol Downs League Division Two            | Bristol Downs League Division Three          | Bristol Downs League Division Four  |
| Southern League Premier Division         | Southern League Division One South & West  | Western League Premier Division                | Western League Division One                      | Gloucestershire County League                              | Bristol & Suburban League Premier Division One             | Bristol & Suburban League Premier Division Two                | Bristol & Suburban League Division One                    | Bristol & Suburban League Division Two                    | Bristol & Suburban League Division Three               | Bristol & Suburban League Division Four           | Bristol & Suburban League Division Five                | Bristol & Suburban League Division Six           |                                               |                                              |                                              |                                              |                                     |
| Southern League Premier Division         | Southern League Division One South & West  | Western League Premier Division                | Western League Division One                      | Gloucestershire County League                              | Gloucester Northern Senior League Division One             | Gloucester Northern Senior League Division Two                | Cheltenham League First Division                          | Cheltenham League Second Division                         | Cheltenham League Third Division                       | Cheltenham League Fourth Division                 | Cheltenham League Fifth Division                       | Cheltenham League Sixth Division                 | Cirencester & District League Division One    | Cirencester & District League Division Two   |                                              |                                              |                                     |
| Southern League Premier Division         | Southern League Division One South & West  | Western League Premier Division                | Western League Division One                      | Gloucestershire County League                              | Gloucester Northern Senior League Division One             | Gloucester Northern Senior League Division Two                | North Gloucestershire League Premier Division             | North Gloucestershire League Division One                 | North Gloucestershire League Division Two              | North Gloucestershire League Division Three       | North Gloucestershire League Division Four             |                                                  |                                               |                                              |                                              |                                              |                                     |
| Southern League Premier Division         | Southern League Division One South & West  | Western League Premier Division                | Western League Division One                      | Gloucestershire County League                              | Gloucester Northern Senior League Division One             | Gloucester Northern Senior League Division Two                | Stroud & District League Division One                     | Stroud & District League Division Two                     | Stroud & District League Division Three                | Stroud & District League Division Four            | Stroud & District League Division Five                 | Stroud & District League Division Six            | Stroud & District League Division Seven       | Stroud & District League Division Eight      |                                              |                                              |                                     |
| Southern League Premier Division         | Southern League Division One South & West  | Western League Premier Division                | Western League Division One                      | Wiltshire League Premier Division                          | Wiltshire League Division One                              | Salisbury & District (Saturday) League Premier Division       | Salisbury & District (Saturday) League Division One       |                                                           |                                                        |                                                   |                                                        |                                                  |                                               |                                              |                                              |                                              |                                     |
| Southern League Premier Division         | Southern League Division One South & West  | Western League Premier Division                | Western League Division One                      | Wiltshire League Premier Division                          | Wiltshire League Division One                              | Swindon & District Football League Premier Division           | Swindon & District Football League Division One           |                                                           |                                                        |                                                   |                                                        |                                                  |                                               |                                              |                                              |                                              |                                     |
| Southern League Premier Division         | Southern League Division One South & West  | Western League Premier Division                | Western League Division One                      | Wiltshire League Premier Division                          | Wiltshire League Division One                              | Trowbridge & District Football League Division One            | Trowbridge & District Football League Division Two        | Trowbridge & District Football League Division Three      |                                                        |                                                   |                                                        |                                                  |                                               |                                              |                                              |                                              |                                     |
| Southern League Premier Division         | Southern League Division One South & West  | Wessex League Premier Division                 | Wessex League Division One                       | 2004 Hampshire League                                      | Southampton Saturday League Premier Division               | Southampton Saturday League Senior Division One               | Southampton Saturday League Junior Division One           | Southampton Saturday League Junior Division Two           | Southampton Saturday League Junior Division Three      | Southampton Saturday League Junior Division Four  | Southampton Saturday League Junior Division Five       | Southampton Saturday League Junior Division Six  |                                               |                                              |                                              |                                              |                                     |
| Southern League Premier Division         | Southern League Division One South & West  | Wessex League Premier Division                 | Wessex League Division One                       | 2004 Hampshire League                                      | Aldershot & District League Senior Division                | Aldershot & District League Division One                      | Aldershot & District League Division Two                  | Aldershot & District League Division Three                |                                                        |                                                   |                                                        |                                                  |                                               |                                              |                                              |                                              |                                     |
| Southern League Premier Division         | Southern League Division One South & West  | Wessex League Premier Division                 | Wessex League Division One                       | 2004 Hampshire League                                      | Portsmouth Saturday League Premier Division                | Portsmouth Saturday League Division One                       | Portsmouth Saturday League Division Two                   |                                                           |                                                        |                                                   |                                                        |                                                  |                                               |                                              |                                              |                                              |                                     |
| Southern League Premier Division         | Southern League Division One South & West  | Wessex League Premier Division                 | Wessex League Division One                       | Isle of Wight League Division One                          | Isle of Wight League Division Two                          | Isle of Wight League Division Three                           |                                                           |                                                           |                                                        |                                                   |                                                        |                                                  |                                               |                                              |                                              |                                              |                                     |
| Southern League Premier Division         | Southern League Division One Midlands      | Wessex League Premier Division                 | Wessex League Division One                       | Dorset Premier League Division 1                           | Dorset Senior League                                       | Bournemouth League Premier Division                           | Bournemouth League Division One                           | Bournemouth League Division Two                           | Bournemouth League Division Three                      | Bournemouth League Division Four                  | Bournemouth League Division Five                       | Bournemouth League Division Six                  |                                               |                                              |                                              |                                              |                                     |
| Southern League Premier Division         | Southern League Division One Midlands      | Wessex League Premier Division                 | Wessex League Division One                       | Dorset Premier League Division 1                           | Dorset Senior League                                       | Dorset Saturday League Junior Division One                    | Dorset Saturday League Junior Division Two                | Dorset Saturday League Junior Division Three              | Dorset Saturday League Junior Division Four            | Dorset Saturday League Junior Division Five       |                                                        |                                                  |                                               |                                              |                                              |                                              |                                     |
| Southern League Premier Division         | Southern League Division One Midlands      | Wessex League Premier Division                 | Wessex League Division One                       | Hampshire Premier League Senior Division                   |                                                            |                                                               |                                                           |                                                           |                                                        |                                                   |                                                        |                                                  |                                               |                                              |                                              |                                              |                                     |
| Southern League Premier Division         | Southern League Division One Midlands      | Hellenic League Premier Division               | Hellenic League Division One East                | Reading League Senior Division                             | Reading League Premier Division                            | Reading League Division One                                   | Reading League Division Two                               | Reading League Division Three                             | Reading League Division Four                           |                                                   |                                                        |                                                  |                                               |                                              |                                              |                                              |                                     |
| Southern League Premier Division         | Southern League Division One Midlands      | Hellenic League Premier Division               | Hellenic League Division One East                | North Berkshire League Division One                        | North Berkshire League Division Two                        | North Berkshire League Division Three                         | North Berkshire League Division Four East                 |                                                           |                                                        |                                                   |                                                        |                                                  |                                               |                                              |                                              |                                              |                                     |
| Southern League Premier Division         | Southern League Division One Midlands      | Hellenic League Premier Division               | Hellenic League Division One East                | North Berkshire League Division One                        | North Berkshire League Division Two                        | North Berkshire League Division Three                         | North Berkshire League Division Four West                 |                                                           |                                                        |                                                   |                                                        |                                                  |                                               |                                              |                                              |                                              |                                     |
| Southern League Premier Division         | Southern League Division One Midlands      | Hellenic League Premier Division               | Hellenic League Division One West                | Oxfordshire Senior League Premier Division                 | Oxfordshire Senior League Division One                     | Oxfordshire Senior League Division Two                        | Oxfordshire Senior League Division Three                  | Witney & District League Premier Division                 | Witney & District League Division One                  | Witney & District League Division Two             | Witney & District League Division Three                | Witney & District League Division Four           |                                               |                                              |                                              |                                              |                                     |
| Southern League Premier Division         | Southern League Division One Midlands      | Hellenic League Premier Division               | Hellenic League Division One West                | Oxfordshire Senior League Premier Division                 | Oxfordshire Senior League Division One                     | Oxfordshire Senior League Division Two                        | Oxfordshire Senior League Division Three                  | Banbury District & Lord Jersey FA Premier Division        | Banbury District & Lord Jersey FA Division One         | Banbury District & Lord Jersey FA Division Two    | Banbury District & Lord Jersey FA Division Three       | Banbury District & Lord Jersey FA Division Four  |                                               |                                              |                                              |                                              |                                     |
| Southern League Premier Division         | Southern League Division One Midlands      | Midland Alliance                               | West Midlands (Regional) League Premier Division | West Midlands (Regional) League Division One               | West Midlands (Regional) League Division Two               | Mercian Regional League Premier Division                      | Mercian Regional League First Division                    | Mercian Regional League Division Two                      |                                                        |                                                   |                                                        |                                                  |                                               |                                              |                                              |                                              |                                     |
| Southern League Premier Division         | Southern League Division One Midlands      | Midland Alliance                               | West Midlands (Regional) League Premier Division | West Midlands (Regional) League Division One               | West Midlands (Regional) League Division Two               | Kidderminster & District League Premier Division              |                                                           |                                                           |                                                        |                                                   |                                                        |                                                  |                                               |                                              |                                              |                                              |                                     |
| Southern League Premier Division         | Southern League Division One Midlands      | Midland Alliance                               | Midland Combination Premier Division             | Midland Combination Division One                           | Midland Combination Division Two                           |                                                               |                                                           |                                                           |                                                        |                                                   |                                                        |                                                  |                                               |                                              |                                              |                                              |                                     |
| Southern League Premier Division         | Southern League Division One Midlands      | United Counties League Premier Division        | United Counties League Division One              | Bedfordshire League Premier Division                       | Bedfordshire League Division One                           | Bedfordshire League Division Two                              | Bedfordshire League Division Three                        | Bedfordshire League Division Four                         |                                                        |                                                   |                                                        |                                                  |                                               |                                              |                                              |                                              |                                     |
| Southern League Premier Division         | Southern League Division One Midlands      | United Counties League Premier Division        | United Counties League Division One              | Northampton Town League Premier Division                   | Northampton Town League Division One                       |                                                               |                                                           |                                                           |                                                        |                                                   |                                                        |                                                  |                                               |                                              |                                              |                                              |                                     |
| Southern League Premier Division         | Southern League Division One Midlands      | United Counties League Premier Division        | United Counties League Division One              | Peterborough & District League Premier Division            | Peterborough & District League Division One                | Peterborough & District League Division Two                   | Peterborough & District League Division Three             | Peterborough & District League Division Four              | Peterborough & District League Division Five           |                                                   |                                                        |                                                  |                                               |                                              |                                              |                                              |                                     |
| Southern League Premier Division         | Southern League Division One Midlands      | United Counties League Premier Division        | United Counties League Division One              | Northamptonshire Combination Premier Division              | Northamptonshire Combination Division One                  | Northamptonshire Combination Division Two                     | Northamptonshire Combination Division Three               | Northamptonshire Combination Division Four                |                                                        |                                                   |                                                        |                                                  |                                               |                                              |                                              |                                              |                                     |
| Southern League Premier Division         | Southern League Division One Midlands      | Spartan South Midlands League Premier Division | Spartan South Midlands League Division One       | Spartan South Midlands League Division Two                 | North Bucks & District League Premier Division             | North Bucks & District League Intermediate Division           | North Bucks & District League Division One                | North Bucks & District League Division Two                |                                                        |                                                   |                                                        |                                                  |                                               |                                              |                                              |                                              |                                     |
| Southern League Premier Division         | Southern League Division One Midlands      | Spartan South Midlands League Premier Division | Spartan South Midlands League Division One       | Spartan South Midlands League Division Two                 | Hertfordshire Senior County League Premier Division        | Hertfordshire Senior County League Division One               | Hertford & District League Premier Division               | Hertford & District League Division One                   | Hertford & District League Division Two                | Hertford & District League Division Three         |                                                        |                                                  |                                               |                                              |                                              |                                              |                                     |
| Southern League Premier Division         | Southern League Division One Midlands      | Spartan South Midlands League Premier Division | Spartan South Midlands League Division One       | Spartan South Midlands League Division Two                 | Hertfordshire Senior County League Premier Division        | Hertfordshire Senior County League Division One               | North & Mid Hertfordshire League Premier Division         |                                                           |                                                        |                                                   |                                                        |                                                  |                                               |                                              |                                              |                                              |                                     |
| Southern League Premier Division         | Southern League Division One Midlands      | Spartan South Midlands League Premier Division | Spartan South Midlands League Division One       | Spartan South Midlands League Division Two                 | East Berkshire League Premier Division                     | East Berkshire League Division One                            | East Berkshire League Division Two                        | East Berkshire League Division Three                      | East Berkshire League Division Four                    | East Berkshire League Division Five               |                                                        |                                                  |                                               |                                              |                                              |                                              |                                     |
| Southern League Premier Division         | Southern League Division One Midlands      | Combined Counties League Premier Division      | Combined Counties League Division One            | Middlesex County League Premier Division                   | Middlesex County League Division One (Central & East)      | Middlesex County League Division Two                          |                                                           |                                                           |                                                        |                                                   |                                                        |                                                  |                                               |                                              |                                              |                                              |                                     |
| Southern League Premier Division         | Southern League Division One Midlands      | Combined Counties League Premier Division      | Combined Counties League Division One            | Middlesex County League Premier Division                   | Middlesex County League Division One (West)                | Middlesex County League Division Two                          |                                                           |                                                           |                                                        |                                                   |                                                        |                                                  |                                               |                                              |                                              |                                              |                                     |
| Southern League Premier Division         | Southern League Division One Midlands      | Combined Counties League Premier Division      | Combined Counties League Division One            | Surrey Elite Intermediate League                           | Surrey County Intermediate League (West) Premier Division  | Surrey County Intermediate League (West) Division One         | Guildford & Woking Alliance League Premier Division       | Guildford & Woking Alliance League Division One           | Guildford & Woking Alliance League Division Two        | Guildford & Woking Alliance League Division Three | Guildford & Woking Alliance League Division Four North |                                                  |                                               |                                              |                                              |                                              |                                     |
| Southern League Premier Division         | Southern League Division One Midlands      | Combined Counties League Premier Division      | Combined Counties League Division One            | Surrey Elite Intermediate League                           | Surrey County Intermediate League (West) Premier Division  | Surrey County Intermediate League (West) Division One         | Guildford & Woking Alliance League Premier Division       | Guildford & Woking Alliance League Division One           | Guildford & Woking Alliance League Division Two        | Guildford & Woking Alliance League Division Three | Guildford & Woking Alliance League Division Four South |                                                  |                                               |                                              |                                              |                                              |                                     |
| Southern League Premier Division         | Southern League Division One Midlands      | Combined Counties League Premier Division      | Combined Counties League Division One            | Surrey South Eastern Combination Intermediate Division One | Surrey South Eastern Combination Intermediate Division Two |                                                               |                                                           |                                                           |                                                        |                                                   |                                                        |                                                  |                                               |                                              |                                              |                                              |                                     |
| Isthmian League Premier Division         | Isthmian League Division One South         | Kent League Premier Division                   | Kent Invicta League                              | Kent County League Premier Division                        | Kent County League Division One                            | Kent County League Division Two East                          |                                                           |                                                           |                                                        |                                                   |                                                        |                                                  |                                               |                                              |                                              |                                              |                                     |
| Isthmian League Premier Division         | Isthmian League Division One South         | Kent League Premier Division                   | Kent Invicta League                              | Kent County League Premier Division                        | Kent County League Division One                            | Kent County League Division Two West                          |                                                           |                                                           |                                                        |                                                   |                                                        |                                                  |                                               |                                              |                                              |                                              |                                     |
| Isthmian League Premier Division         | Isthmian League Division One South         | Sussex County League Division One              | Sussex County League Division Two                | Sussex County League Division Three                        | Brighton, Hove & District League Premier Division          | Brighton, Hove & District League Division One                 | Brighton, Hove & District League Division Two             |                                                           |                                                        |                                                   |                                                        |                                                  |                                               |                                              |                                              |                                              |                                     |
| Isthmian League Premier Division         | Isthmian League Division One South         | Sussex County League Division One              | Sussex County League Division Two                | Sussex County League Division Three                        | West Sussex League Premier Division                        | West Sussex League Division One                               | West Sussex League Division Two North                     | West Sussex League Division Three North                   | West Sussex League Division Four North                 | West Sussex League Division Five North            |                                                        |                                                  |                                               |                                              |                                              |                                              |                                     |
| Isthmian League Premier Division         | Isthmian League Division One South         | Sussex County League Division One              | Sussex County League Division Two                | Sussex County League Division Three                        | West Sussex League Premier Division                        | West Sussex League Division One                               | West Sussex League Division Two North                     | West Sussex League Division Three North                   | West Sussex League Division Four North                 | West Sussex League Division Five Central          |                                                        |                                                  |                                               |                                              |                                              |                                              |                                     |
| Isthmian League Premier Division         | Isthmian League Division One South         | Sussex County League Division One              | Sussex County League Division Two                | Sussex County League Division Three                        | West Sussex League Premier Division                        | West Sussex League Division One                               | West Sussex League Division Two South                     | West Sussex League Division Three South                   | West Sussex League Division Four South                 |                                                   |                                                        |                                                  |                                               |                                              |                                              |                                              |                                     |
| Isthmian League Premier Division         | Isthmian League Division One South         | Sussex County League Division One              | Sussex County League Division Two                | Sussex County League Division Three                        | West Sussex League Premier Division                        | West Sussex League Division One                               | West Sussex League Division Two South                     | West Sussex League Division Three South                   | West Sussex League Division Four South                 | West Sussex League Division Five South            |                                                        |                                                  |                                               |                                              |                                              |                                              |                                     |
| Isthmian League Premier Division         | Isthmian League Division One South         | Sussex County League Division One              | Sussex County League Division Two                | Sussex County League Division Three                        | Mid Sussex League Premier Division                         | Mid Sussex League Championship                                | Mid Sussex League Division One                            | Mid Sussex League Division Two                            | Mid Sussex League Division Three                       | Mid Sussex League Division Four                   | Mid Sussex League Division Five                        | Mid Sussex League Division Six                   | Mid Sussex League Division Seven              | Mid Sussex League Division Eight             | Mid Sussex League Division Nine              | Mid Sussex League Division Ten               | Mid Sussex League Division Eleven A |
| Isthmian League Premier Division         | Isthmian League Division One South         | Sussex County League Division One              | Sussex County League Division Two                | Sussex County League Division Three                        | Mid Sussex League Premier Division                         | Mid Sussex League Championship                                | Mid Sussex League Division One                            | Mid Sussex League Division Two                            | Mid Sussex League Division Three                       | Mid Sussex League Division Four                   | Mid Sussex League Division Five                        | Mid Sussex League Division Six                   | Mid Sussex League Division Seven              | Mid Sussex League Division Eight             | Mid Sussex League Division Nine              | Mid Sussex League Division Ten               | Mid Sussex League Division Eleven B |
| Isthmian League Premier Division         | Isthmian League Division One South         | Sussex County League Division One              | Sussex County League Division Two                | Sussex County League Division Three                        | East Sussex League Championship                            | East Sussex League Division One                               | East Sussex League Division Two                           | East Sussex League Division Three                         | East Sussex League Division Four                       | East Sussex League Division Five                  | East Sussex League Division Six                        |                                                  |                                               |                                              |                                              |                                              |                                     |
| Isthmian League Premier Division         | Isthmian League Division One South         | Sussex County League Division One              | Sussex County League Division Two                | Sussex County League Division Three                        | Worthing & District Football League Division               | Worthing & District Football League First Division            | Worthing & District Football League Second Division       |                                                           |                                                        |                                                   |                                                        |                                                  |                                               |                                              |                                              |                                              |                                     |
| Isthmian League Premier Division         | Isthmian League Division One North         | Eastern Counties League Premier Division       | Eastern Counties League First Division           | Cambridgeshire FA County League Premier Division           | Cambridgeshire FA County League Senior A Division          | Cambridgeshire FA County League Senior B Division             | Cambridgeshire FA County League Division 1 A              | Cambridgeshire FA County League Division 2 A              | Cambridgeshire FA County League Division 3 A           | Cambridgeshire FA County League Division 4 A      | Cambridgeshire FA County League Division 5 A           | Cambridgeshire FA County League Division 1 B     | Cambridgeshire FA County League Division 2 B  | Cambridgeshire FA County League Division 3 B | Cambridgeshire FA County League Division 4 B | Cambridgeshire FA County League Division 5 B |                                     |
| Isthmian League Premier Division         | Isthmian League Division One North         | Eastern Counties League Premier Division       | Eastern Counties League First Division           | Cambridgeshire FA County League Premier Division           | Cambridgeshire FA County League Senior A Division          | Cambridgeshire FA County League Senior B Division             | Cambridgeshire FA County League Division 1 A              | Cambridgeshire FA County League Division 2 A              | Cambridgeshire FA County League Division 3 A           | Cambridgeshire FA County League Division 4 A      | Cambridgeshire FA County League Division 5 A           | Cambridgeshire FA County League Division 1 B     | Cambridgeshire FA County League Division 2 B  | Cambridgeshire FA County League Division 3 B | Cambridgeshire FA County League Division 4 B | Cambridgeshire FA County League Division 5 C |                                     |
| Isthmian League Premier Division         | Isthmian League Division One North         | Eastern Counties League Premier Division       | Eastern Counties League First Division           | Cambridgeshire FA County League Premier Division           | Cambridgeshire FA County League Senior A Division          | Cambridgeshire FA County League Senior B Division             | Cambridgeshire FA County League Division 1 A              | Cambridgeshire FA County League Division 2 A              | Cambridgeshire FA County League Division 3 A           | Cambridgeshire FA County League Division 4 A      | Cambridgeshire FA County League Division 5 A           | Cambridgeshire FA County League Division 1 B     | Cambridgeshire FA County League Division 2 B  | Cambridgeshire FA County League Division 3 B | Cambridgeshire FA County League Division 4 B | Cambridgeshire FA County League Division 5 D |                                     |
| Isthmian League Premier Division         | Isthmian League Division One North         | Eastern Counties League Premier Division       | Eastern Counties League First Division           | Anglian Combination Premier Division                       | Anglian Combination Division One                           | Anglian Combination Division Two                              | Anglian Combination Division Three                        | Anglian Combination Division Four                         | Anglian Combination Division Five                      | Anglian Combination Division Six                  | Central & South Norfolk League Division One            | Central & South Norfolk League Division Two      | Central & South Norfolk League Division Three | Central & South Norfolk League Division Four |                                              |                                              |                                     |
| Isthmian League Premier Division         | Isthmian League Division One North         | Eastern Counties League Premier Division       | Eastern Counties League First Division           | Suffolk & Ipswich League Senior Division                   | Suffolk & Ipswich League Division One                      | Suffolk & Ipswich League Division Two                         | Suffolk & Ipswich League Division Three                   | Suffolk & Ipswich League Division Four                    | Suffolk & Ipswich League Division Five                 | Suffolk & Ipswich League Division Six             | St. Edmundsbury Football League Division One           | St. Edmundsbury Football League Division Two     |                                               |                                              |                                              |                                              |                                     |
| Isthmian League Premier Division         | Isthmian League Division One North         | Eastern Counties League Premier Division       | Eastern Counties League First Division           | Essex & Suffolk Border League Premier Division             | Essex & Suffolk Border League Division One                 | Colchester & East Essex Football League Premier Division      | Colchester & East Essex Football League Division One      | Colchester & East Essex Football League Division Two      | Colchester & East Essex Football League Division Three |                                                   |                                                        |                                                  |                                               |                                              |                                              |                                              |                                     |
| Isthmian League Premier Division         | Isthmian League Division One North         | Essex Senior League                            | →                                                | Essex Olympian League Premier Division                     | Essex Olympian League Senior One Division                  | Essex Olympian League Senior Two Division                     | Essex Olympian League Senior Three Division               | Ilford & District League Premier Division                 | Ilford & District League First Division                | Ilford & District League Second Division          |                                                        |                                                  |                                               |                                              |                                              |                                              |                                     |
| Niveau 7                                 | Niveau 8                                   | Niveau 9                                       | Niveau 10                                        | Niveau 11                                                  | Niveau 12                                                  | Niveau 13                                                     | Niveau 14                                                 | Niveau 15                                                 | Niveau 16                                              | Niveau 17                                         | Niveau 18                                              | Niveau 19                                        | Niveau 20                                     | Niveau 21                                    | Niveau 22                                    | Niveau 23                                    | Niveau 24                           |